# Mohamed Ibn Al Khayr
Mohamed Ibn Al Khayr est un chef de la tribu des Maghraouas, qui a vécu vers 970. Il se donne la mort lorsque les Zirides gagnent la bataille contre les Maghraouas, après avoir tué Ziri ibn Menad lors d’une autre bataille. Il appartient à leur famille princière des Banou Khazar.
Selon Ibn Khaldoun, la famille des Béni Yala est rattachée au Maghraouides, elle gouverne Tlemcen jusqu'à l'arrivée des Hilaliens en 1058 à Tlemcen. Les derniers chefs Yala Bakhti avait comme vizir Abou Soda l'Ifrenides pour contrer les Hilaliens.  Abou Soda est tué  lors d’une bataille au Zab.